# دیکتاتوری دموکراتیک خلق
دیکتاتوری دموکراتیک خلق نظامی سیاسی جمهوری خلق چین است که توسط مائو تسه‌تونگ، رهبر حزب کمونیست چین در قانون اساسی جمهوری خلق چین گنجانده شده است. این مفهوم و شکل حکومت، مشابه دموکراسی خلق است که در سایه هدایت اتحاد جماهیر سوسیالیستی شوروی در اروپای شرقی پیاده شد.
استدلال «دیکتاتوری دمکراتیک خلق» این است که حزب کمونیست چین و حکومت به نیابت از خلق عمل می‌کنند ولی علیه نیروهای ارتجاعی از قدرت دیکتاتوری برخوردارند و می‌توانند از آن استفاده کنند.